# Neupetershain
Neupetershain, in lusaziano Nowe Wiki, è un comune di 1 233 abitanti del Brandeburgo, in Germania.

Appartiene al circondario dell'Oberspreewald-Lusazia (targa OSL) ed è parte della comunità amministrativa (Amt) di Altdöbern.

## Società

### Evoluzione demografica
| Anno | Abitanti |
| ---- | -------- |
| 1875 | 562      |
| 1890 | 603      |
| 1910 | 2 557    |
| 1925 | 2 862    |
| 1933 | 3 085    |
| 1939 | 3 238    |
| 1946 | 3 657    |
| 1950 | 3 822    |
| 1964 | 3 060    |
| 1971 | 2 843    |

| Anno | Abitanti |
| ---- | -------- |
| 1981 | 2 401    |
| 1985 | 2 266    |
| 1989 | 2 176    |
| 1990 | 2 105    |
| 1991 | 2 019    |
| 1992 | 2 000    |
| 1993 | 1 990    |
| 1994 | 1 961    |
| 1995 | 1 940    |
| 1996 | 1 874    |

| Anno | Abitanti |
| ---- | -------- |
| 1997 | 1 849    |
| 1998 | 1 846    |
| 1999 | 1 851    |
| 2000 | 1 827    |
| 2001 | 1 797    |
| 2002 | 1 717    |
| 2003 | 1 670    |
| 2004 | 1 642    |
| 2005 | 1 613    |
| 2006 | 1 553    |

| Anno | Abitanti |
| ---- | -------- |
| 2007 | 1 515    |
| 2008 | 1 473    |
| 2009 | 1 464    |
| 2010 | 1 433    |
| 2011 | 1 372    |
| 2012 | 1 314    |
| 2013 | 1 277    |